# Kai Bussmann
Kai-Detlef Bussmann (* 1955 in Flensburg) ist ein deutscher Rechtswissenschaftler und Kriminologe.
Nach dem Studium der Rechtswissenschaften und ersten Staatsexamen 1981 und dem zweiten Staatsexamen 1986, jeweils in Hamburg, promovierte Bussmann 1991 an der Universität Bremen und habilitierte sich 1998 an der Universität Bielefeld. Von 1997 bis 1999 übernahm er eine Vertretungsprofessur an der Universität Halle. Gleichzeitig hatte er einen Lehrauftrag an der Universität Gießen. Bussmann war von 1999 bis zu seiner Emeritierung im Jahr 2023 Inhaber des Lehrstuhls für Strafrecht und Kriminologie an der Universität Halle. Seine Forschungsschwerpunkte sind:  Wirtschaftskriminalität, Gewalt in der Erziehung und die Evaluation von kriminalpräventiven Maßnahmen.

## Schriften (Auswahl)
- Die Entdeckung der Informalität. Über Aushandlungen in Strafverfahren und ihre juristische Konstruktion. Nomos, Baden-Baden 1991, ISBN 3-7890-2510-0 (zugleich Dissertationsschrift, Universität Bremen 1991).
- Verbot familialer Gewalt gegen Kinder. Zur Einführung rechtlicher Regelungen sowie zum (Straf-)Recht als Kommunikationsmedium. Heymann, Köln/Berlin/Bonn/München 2000, ISBN  	3-452-24556-X (zugleich Habilitationsschrift, Universität Bielefeld 1997).
- Wirtschaftskriminologie I. Grundlagen – Markt- und Alltagskriminalität. Vahlen, München 2016, ISBN 978-3-8006-5077-4.